# 托羅斯軟口魚
托羅斯軟口魚（學名：Chondrostoma toros）為輻鰭魚綱鯉形目雅羅魚科軟口魚屬的其中一種，分布於歐洲土耳其格克蘇河流域，體長可達19公分，棲息在河川底中層水域，生活習性不明。

## 扩展阅读
維基物種上的相關：托羅斯軟口魚